# جيل فوكس
جيل فوكس (بالإنجليزية: Gill Fox)‏ هو رسام كارتون وفنان ورسام رسوم متحركة أمريكي، ولد في 29 نوفمبر 1915 في بروكلين في الولايات المتحدة، وتوفي في 15 مايو 2004 في Redding, Connecticut ‏ في الولايات المتحدة.